# Gert Engels
Gert Engels, född 26 april 1957, är en tysk tidigare fotbollsspelare och tränare.
Gert Engels var tränare för det moçambikiska landslaget 2011–2013.